# Vadamerca
Vadamerca ou Valdamerca foi, segundo a Gética de Jordanes, uma nobre gótica ativa no final do século V e começo do V. Era filha de um filho de nome desconhecido do rei grutungo Vinitário. Por 376, após a morte em batalha de Vinitário na mão dos hunos, Vadamerca foi desposada pelo rei huno Balamber.